# God of War: Blood & Metal
 God of War: Blood & Metal es una banda sonora libre junto con el videojuego God of War III. Varios artistas de la firma Roadrunner Records ha contribuido con canciones exclusivas para esta versión. La liberación total de 7 pistas está disponible como una descarga digital a través de un código que viene con la God of War III Ultimate Edition Una versión de 6 pistas estaba también disponible a través de Shockhound el 2 de marzo de 2010 y actualmente está disponible en la iTunes Store. Las canciones en este comunicado son "inspirados" por God of War III, pero no aparecen en el juego.sin embargo dicha banda sonora está compuesta por más de 63 temas.

## Lista de temas
Todas las canciones escritas y compuestas por varios artistas. 
| God of War: Blood & Metal |                              |                   |          |  |
| N.º                       | Título                       | Escritor(es)      | Duración |  |
| 1.                        | «My Obsession»               | Killswitch Engage | 3:45     |  |
| 2.                        | «Shattering the Skies Above» | Trivium           | 4:45     |  |
| 3.                        | «Raw Dog»                    | Dream Theater     | 7:34     |  |
| 4.                        | «This Is Madness»            | Taking Dawn       | 4:19     |  |
| 5.                        | «Throat of Winter»           | Opeth             | 5:48     |  |
| 6.                        | «The End»                    | Mutiny Within     | 3:19     |  |
| 7.                        | «Even Gods Cry» ()           | The Turtlenecks   | 7:33     |  |
| 37:00                     |                              |                   |          |  |